# Sima Shi
Dans ce nom, le nom de famille précède le nom personnel.
Sima Shi (208 — 23 mars 255), du nom de courtoisie Ziyuan (子元), était un fonctionnaire de Cao Wei durant l'époque des Trois Royaumes de Chine. Il est ultimement devenu le vrai dépositaire du pouvoir impérial.
Il est le fils aîné de Sima Yi et Zhang Chunhua.
En 249, il aida son père Sima Yi à renverser Cao Shuang, le régent de l'empereur Cao Fang, permettant ainsi à la famille Sima de devenir l'autorité suprême de l'empire.
Il a hérité de l'autorité de son père à la mort de ce dernier en 251. Il maintint un contrôle étroit sur la scène politique et, quand l'empereur Cao Fang considéra une action contre lui en 254, il le fit destituer et le remplaça par le cousin de celui-ci, Cao Mao. Cette mainmise lui permit ensuite, au moment de sa mort en 255, de transmettre son pouvoir à son frère cadet Sima Zhao, dont le fils, Sima Yan usurpa plus tard le trône et établit la dynastie Jin.
Après qu'il se fut auto-proclamé empereur, Sima Yan reconnut le rôle de Sima Shi dans son accession au trône et honora son oncle à titre posthume en le nommant empereur Jing de Jin (晉景帝), avec le nom de temple Shizong (世宗).

## Carrière jusqu'à 251
Quand il était jeune, il fut connu pour l'élégance dans sa conduite et son intelligence. Comme son père, Sima Yi, était un important officiel de Cao Wei, Sima Shi lui-même gravit les rangs des fonctionnaires assez rapidement.
Selon Jin Shu, lorsque Sima Yi planifia un coup d'État contre Cao Shuang durant la fin de l'année 248, Sima Yi aurait confié à Sima Shi, des informations alors même que son plus jeune frère Sima Zhao était exclu de la discussion (bien que Sima Guang trouvait ce projet risqué et, dans son Zizhi Tongjian, était d'avis que Sima Yi avait préparé le coup d'État avec Sima Shi et Sima Zhao). Sima Shi mit sur pied un groupe de 3 000 hommes loyaux à l'insu de Cao Shuang et de ses associés. Quand Sima Yi commença à réaliser ses plans en 249, Sima Shi a pu rapidement convoquer les hommes pour mener à bien le coup d'État.
Une fois que Sima Yi eut renversé Cao Shuang et l'eut remplacé comme régent de l'empereur Cao Fang, il récompensa son fils avec le titre de marquis de Changpingxiang. Sima Shi devint alors l'assistant de son père, bien qu'il n'y ait pas de dossier dédié à ses réalisations au cours de ces années.
Après la mort de Sima Yi en 251, il récupéra le poste de son père sans opposition significative et ce après que son père eut, plus tôt cette année, réprimé une rébellion manquée par Wang Ling (王淩) et massacré les clans de Wang et de ses collaborateurs.

## En tant qu'autorité suprême

### Durant le règne de Cao Fang
Sima Shi était un politicien et un administrateur compétent, mais il voulut aussi prouver rapidement sa réputation militaire. En 252, il fit une attaque majeure contre les Wu de l'est, dont le fondateur, l'empereur Sun Quan venait de mourir et dont l'empereur actuel, Sun Liang, était sous la régence de Zhuge Ke. Zhuge Ke fut en mesure de porter aux forces de Sima Shi un coup critique. Sima Shi, réussit à se maintenir au pouvoir en faisant humblement des aveux de ses fautes au public et en donnant des promotions aux généraux qui avaient essayé d'arrêter sa campagne. En 253, après que Sima Shi eut défait Zhuge Ke dans une grande bataille, sa réputation a été établie, tandis que celle de Zhuge Ke fut ébranlée (à cause du refus de Zhuge Ke à admettre sa faute), et Zhuge tomba bientôt tandis que la puissance Sima s'affirmait.
En 254, Sima Shi fit une action d'éclat pour consolider son pouvoir, et ce, aux frais de Cao Fang. Cao Fang s'était fait aimer du ministre Li Feng(李豐), et Sima Shi suspecta qu'ils complotaient ensemble, contre lui. Il convoqua et interrogea Li Feng, et quand Li refusa de divulguer ses conversations avec l'empereur, Sima Shi le battit à mort avec la poignée d'une épée, puis accusa Li Feng et ses amis Xiahou Xuan (夏侯玄) et Zhang Ji (張緝) de trahison, et les fit exécuter, eux et leurs familles. Cao Fang a en outre été forcé de répudier son épouse, la fille de Zhang Ji, l'impératrice Zhang. Ces actions soumirent encore plus les officiers en les terrorisant.
Cao Fang était très en colère au sujet de la mort de Li Feng et Zhang Ji, et plus tard en 254, ses associés lui ont présenté un plan; lorsque le frère de Sima Shi, Sima Zhao arriverait au palais pour une visite officielle avant de rejoindre son poste de défense à Chang'an, de tuer Sima Zhao et de saisir ses troupes, et d'ensuite les utiliser pour attaquer Sima Shi. Cao Fang était craintif et paralysé, et ne mit pas le plan en œuvre, mais l'information avait déjà été divulguée à Sima Shi. Sima Shi alors força Cao Fang à démissionner, bien que Sima épargna sa vie et lui donna son ancien titre de prince de Qi. Lorsque Sima Shi informa la belle-mère de Cao Fang, l'impératrice douairière Guo, qu'il avait l'intention de faire du frère de Cao Pi, le prince de Pengcheng, Cao Ju (曹據), empereur, elle réussit à le persuader que cette succession ne serait pas appropriée ; puisque Cao Ju était l'oncle de son mari Cao Rui, une telle succession laisserait Cao Rui sans héritier. Sima Shi fut forcé d'en convenir avec elle, et il fit, comme elle l'avait suggéré, Cao Mao empereur à sa place. (Cao Mao, bien qu'âgé de 13 ans à l'époque, était connu pour son intelligence, et l'impératrice douairière Guo aurait pu croire qu'il était le seul des princes et des ducs, qui aurait pu avoir une chance de contrer les Simas.)

### Durant le règne de Cao Mao
Article détaillé : Trois Rébellions au Shouchun
Malgré les intentions de l'impératrice douairière Guo et l'intelligence de Cao Mao, ils eurent très peu d'impact pour endiguer la montée en puissance du clan Sima. En réaction au retrait de Cao Fang, en 255, le général Wuqiu Jian(毌丘俭) commandant de la ville importante de Shouchun (壽春, en Lu'an moderne, Anhui) et Wen Qin(文欽) soulevèrent une rébellion contre les Simas, mais ils furent rapidement écrasés par l'armée de Sima Shi. Wuqiu Jian fut tué, et son clan fut abattu. Wen Qin et son fils ont fui à l'Est de Wu.
La campagne eut un impact sur Sima Shi, cependant. Il souffrait d'une maladie aux yeux au moment où Wuqiu Jian et Wen Qin se sont rebellés, et il venait d'avoir une chirurgie de l'œil. Il a donc initialement hésité à diriger les forces armées lui-même et voulait que son oncle Sima Fu prenne la tête de l'armée. À la demande urgente de Zhong Hui(鍾會) et Fu Gu (傅嘏), il conduisit les troupes lui-même, ce qui facilita grandement la victoire contre Wuqiu Jian. Mais au cours de l'un des raids effectués par Wen Yang(文鴦), le fils de Wen Qin, Sima Shi, dans son angoisse, aggrava l'état de son œil, qui sortit de son orbite, causant une grave dégradation de sa santé. Moins d'un mois après avoir mis fin à la rébellion, il mourut à Xuchang (許昌, dans l'actuelle Xuchang, Henan), avec son frère Sima Zhao en attente pour lui succéder.

## Les renseignements personnels
- Père
  - Sima Yi
- Mère
  - Dame Zhang Chunhua (張春華)
- Épouse
  - Dame Xiahou Hui (夏侯徽) (empoisonnée en 234), fille de Xiahou Shang et d'une dame impériale de Wei, mère de cinq filles, honorée à titre posthume comme impératrice Jinghuai (景懷皇后)
  - Dame Wu (吳, nom personnel inconnu), fille de Wu Zhi (吳質), divorcée (année inconnue)
  - Yang Huiyu (羊徽瑜) Huiyu j 278)
- Enfants
  - Cinq filles de noms inconnus
- Enfant adoptif
  - Sima You (司馬攸), Prince Xian de Qi, fils de Sima Zhao (donc, neveu biologique) (248-283)
- Les frères et sœurs
  - Sima Zhao
  - Sima Gan
  - Sima Zhou
  - Sima Liang
  - Sima Jing
  - Sima Jun
  - Sima Rong (mort très jeune)
  - Sima Lun
  - Princesse Nanyang
  - Princesse Gaolingxuan

- Neveu
  - Sima Yan